# Tinjoub
Tinjoub est une localité de la commune de Tabelbala, dans la wilaya de Béchar en Algérie, situé à la frontière entre l'Algérie et le Maroc.

## Histoire
Tinjoub a été occupé par le Maroc, pendant la Guerre des sables de 1963.